# 6250 Saekohayashi
A 6250 Saekohayashi (ideiglenes jelöléssel (6250) 1991 VX1) egy kisbolygó a Naprendszerben. Eleanor F. Helin fedezte fel 1991. november 2-án.